# Unterschiede in den Regelwerken der NFL und der NCAA
In den Regelwerken der amerikanischen Profi-Football-Liga NFL und des College Footballs in der NCAA, dessen Regelwerk neben den Colleges auch vom Grundsatz her von den amerikanischen High Schools sowie fast allen europäischen Ligen (die European League of Football orientiert sich hingegen an den NFL-Regeln, ähnlich wie es auch die NFL Europe Zeit ihrer Existenz tat) benutzt wird, finden sich einige Unterschiede in den Details der Regelauslegungen. Viele sind dabei nur formell (zum Beispiel gibt es die Begriffe „pocket“ und „force out“ nur in den Regeln der NFL), andere jedoch von großer Bedeutung:
| Regel                                                           | NFL | NCAA |
| --------------------------------------------------------------- | --- | --- |
| Coin Toss (Münzwurf zur Seitenwahl)                             | Gewinner muss Entscheidung über Seitenwahl oder Ballbesitz treffen ab 2008 auch Option wie NCAA, Wahl auf die 2. Halbzeit zu verlegen | Gewinner kann diese Entscheidung auch auf die 2. Halbzeit übertragen |
| Kickoff (Anstoß)                                                | Von der 35-Yards-Linie Tee (Aufstellhilfe für den Ball) 1″ (2,54 cm) hoch | Von der 35-Yards-Linie mit der Regeländerung 2006 ist das Tee auch 1″ (2,54 cm) hoch ab 2008 analog NFL 30-Yards-Linie |
| Fair Catch                                                      | Nach einem erfolgreichen Fair Catch wird das nächste Down am Ort des Catches gespielt | Nach einem erfolgreichen Fair Catch wird das nächste Down am Ort des Catches gespielt, außer der Fair Catch erfolgt bei einem Kickoff, hier ist das nächste Down an der 25-Yards-Linie, wenn der Fair Catch näher an der Goalline war (gültig ab der Saison 2018)                                                                             |
| Fair Catch Kick                                                 | Nach einem Fair Catch ist ein Fair Catch Kick oder ein Play from Scrimmage möglich | Nach einem Fair Catch sind nur Plays from Scrimmage erlaubt |
| Punt                                                            | Nur die vier Ends (außen stehende Spieler) dürfen vor dem Punt nach vorne laufen (downfield) | Alle Spieler dürfen sofort nach dem Snap downfield |
| Fumble im vierten Versuch                                       | Nur der fumblende Spieler darf den Ball nach dem Aufnehmen weitertragen, ansonsten Dead Ball (Ende des Spielzugs) Gilt auch für jeden Spielzug der letzten 2 Minuten einer Halbzeit | Wie NFL, jedoch beim 4th Down und Extrapunkt |
| Illegaler Vorwärtspass                                          | Loss of Down (keine Wiederholung), keine Yardstrafe Play sofort beendet bei Regelverstoß | Loss of down, 5yd-Strafe Spiel läuft zunächst weiter |
| Intentional Grounding (Absichtliches Wegwerfen des Balles)      | 10yd-Strafe und Loss of Down Keine Strafe, wenn sich der Passgeber außerhalb der Pocket (Bereich zwischen den beiden äußersten Spielern der Defense, den Defensive Tackles) befindet und der Ball mindestens bis zur Line of Scrimmage oder ins Aus geworfen wird.                     | nur Loss of Down am Punkt des Fouls (R 7-3-2-f) Keine Strafe: siehe NFL |
| Schutz des Quarterbacks                                         | Kein Angriff auf Kopf und Knie, wenn freie Bahn zum QB (unnötige Härte) Dead Ball, wenn QB deutlich und aussichtslos im Tackle | Roughing the Passer (R 9-1-2-o) |
| Potenzielle Passempfänger                                       | QB nur aus der Shotgun (nicht direkt am Center) Spieler mit Rückennummer 50–79 (Offensive Line) nach Vorankündigung und regelkonformer Aufstellung (Im Backfield oder als End) | QB immer Spieler mit Rückennummer 50–79 unter keinen Umständen erlaubte Empfänger: Spieler im Backfield und Ends |
| Vollständiger Pass (gilt auch für Interception)                 | Receiver muss mit beiden Füßen im Feld sein, ersatzweise mit dem ersten anderen Körperteil (one knee equals two feet) Complete Pass bei Tackle aus der Luft ins Aus, wenn der Receiver ohne den Gegner inbounds gelandet wäre (= forced out) 2008 forced out abgeschafft (analog NCAA) | Receiver muss nur mit dem ersten Körperteil (auch nur einen Fuß) im Feld sein Nur complete, wenn der Receiver nicht sofort im Feld zum Boden zurückkehren kann = hinausgetragen wird |
| Defensive Pass Interference (Passbehinderung durch die Defense) | First Down am Punkt des Fouls, bei Interference in der Endzone: First Down an der 1-Yard-Linie | 15yd vom Previous Spot (Ort des Spielzugbeginns), falls Ort des Fouls nicht weiter als 15yd vom Previous Spot entfernt: First Down am Ort des Fouls, bei Interference in der Endzone: First Down an der 2-Yards-Linie; als einzige Strafe keine Distanz-Halbierung, wenn die Bestrafung näher als bis zur Hälfte an die Goalline führen würde |
| Offensive Pass Interference                                     | 10yd-Strafe | 15yd-Strafe |
| Defense vor dem Snap                                            | muss auf der eigenen Seite der Neutralen Zone bleiben | muss beim Snap (wieder) auf der eigenen Seite sein |
| Point after Touchdown (Extrapunkt-Versuch nach dem Touchdown)   | Von der 15-Yards-Linie Defense kann Punkte erzielen (Seit 2015) | Von der 3-Yards-Linie Defense kann durch Turnover in der Endzone 2 Punkte erzielen |
| Field Goal                                                      | Defense erhält Ball nach missglücktem Versuch am Punkt des Attempts | Ballbesitz für Defense am Previous Spot, mindestens 20yd von der eigenen Endzone entfernt |
| Persönliches Foul beim Pass                                     | bei vollständigem Pass Strafe (15yd) vom Punkt des Dead Ball aus | außer bei Roughing the Passer immer vom Previous Spot aus |
| Handschuhe                                                      | Farbige Handschuhe sind erlaubt | Handschuhe, die nicht das Etikett NF/NCAA besitzen, sind verboten |
| Eyeshields                                                      | Farbige Eyeshields erlaubt | nur klare, ungefärbte Eyeshields erlaubt |